# Fri boll
Fri boll (eng. free ball) är en term i snooker.
Fri boll döms efter en foul om köbollens position efter stöten innebär att den ligger i mask (snookrad). Köbollen ligger i mask om ingen regelrätt boll kan träffas i en rak linje på bägge sidor. Motståndaren kan välja att spela på valfri boll på bordet som ersättning för bollen i fråga. Bollen i fråga räknas som nästa boll på tur (tex röd även om den är färgad) och ger dess poäng. Är den färgad så läggs den upp igen och spelaren fortsätter med en färgad boll. Detta gör det möjligt att uppnå ett högre break än ett normalt maximumbreak som är 147 poäng. I teorin är då 155 poäng möjligt (fri boll + svart boll ger 8 poäng, följt av ett komplett maximumbreak ger 155 poäng). Detta har dock aldrig inträffat i något professionellt turneringssammanhang.
Det är tillåtet att lägga köbollen i mask vid fri boll under förutsättning att köbollen inte hamnar i mask bakom den boll som spelaren nominerat. Om detta sker döms foul. Undantaget är om endast rosa och svart boll finns på bordet. Då kan svart nomineras som fri boll och användas för att lägga köbollen mask utan att foul döms.